# Юрьев, Василий Яковлевич
Васи́лий Я́ковлевич Ю́рьев (укр. Василь Яковлевич Юр'єв; 1879—1962) — украинский советский селекционер-растениевод.

## Биография
Родился 8 (20) февраля 1879 года в небогатой дворянской семье в селе Вирга (ныне Нижнеломовский район, Пензенская область).
В 1892 году окончил Нижнеломовское четырёхклассное училище, в 1899 году — Марининское земледельческое училище Саратовской губернии. После окончания Новоалександрийского института сельского хозяйства и лесоводства (1905) работал уездным агрономом в Пензенской губернии.
С 1909 года — на Харьковской селекционной станции (с 1944 директор), одновременно (с 1937) профессор ХСХИ имени В. В. Докучаева.
С 1946 года — директор института генетики и селекции АН УССР, с 1956 и до конца жизни — директор Украинского научно-исследовательского института растениеводства, селекции и генетики, который носит его имя.
В. Я. Юрьев — один из основоположников селекции и семеноводства сельскохозяйственных культур в СССР. Автор многих сортов пшеницы, ржи, ячменя, овса, проса, кукурузы.
Основные труды по вопросам методики селекции и сортоиспытания сельскохозяйственных культур.
Доктор сельскохозяйственных наук (1935). Академик АН УССР (1945), действительный член Академии сельскохозяйственных наук УССР (1956), почётный член ВАСХНИЛ (1956).
Член КПСС с 1956 года. Вёл большую общественную работу, избирался депутатом ВС СССР и ВС УССР (3—5-го созывов).
Умер 8 февраля 1962 года. Похоронен в Харькове на 3-м городском кладбище.

## Награды и звания
- дважды Герой Социалистического Труда (15.05.1954 — за заслуги в области селекции и семеноводства зерновых культур; 29.06.1959 — за заслуги в развитии сельскохозяйственной науки и в связи с 80-летием со дня рождения и 50-летием научной и общественной деятельности)
- пять орденов Ленина (07.02.1939; 23.01.1948; 19.03.1949; 15.05.1954; 26.02.1958)
- два ордена Трудового Красного Знамени (10.09.1945; 27.10.1949)
- орден «Знак Почёта» (28.08.1944)
- медаль «За трудовую доблесть» (25.12.1959)
- другие медали
- Сталинская премия второй степени (1947) — за создание высокоурожайных сортов пшеницы «Народный», «Лютесценс 266» и ячменя «Юбилейный»
- Заслуженный деятель науки УССР (1949)

## Память
- Украинский НИИ растениеводства[укр.] носит имя В. Я. Юрьева.
- Именем учёного назван совхоз «Юрьевский» в его родном селе Вирга, там же установлен памятник В. Я. Юрьеву[2].
- В Харькове именем учёного назван бульвар в Немышлянском районе города.